# ضريح (عمارة إسلامية)
الضريح في العمارة الإسلامية أو الضريح الإسلامي هو الحجرة المشتملة على قبر أو شاهد قبر تعلوها قبة عمومًا، أو عبارة عن بناء تغطيه قبة يقام على رفات شخصية له مكانة دينية أو دنيوية تدعو إلى تخليد ذكراه، ومن هذه الأضرحة المقببة عرف بمَشهَد ومَقام وتُربة أو مزار كمقصدًا يزار. ولا يختلف عمارة القباب في الأضرحة الإسلامية في المواد والزخرفة وطريقة الإنشاء من القباب المساجد كثيرًا .
- أعلى يمين: المسجد النبوي في المدينة، أدخل القبر النبي محمد بها سنة 91 هـ/ 709 م ثم زوّد الضريح بقبة في سنة 678 هـ/ 1279 م،  يسمي مدفنه الروضة المطهرة.
- أعلى يسار: تاج محل في أكرا، الهند، من أشهر الأضرحة الإسلامية فيها.
- أسفل يسار:  زاوية مولاي إدريس الثاني في مدينة فاس المغربية  هي مزار مخصصة لضريح إدريس الثاني
- أسفل يمين: المسجد الأزرق في مدينة مزار شريف الأفغانية، وبها مقام للإمام علي، سميت المدينة   بسبب وجوده حيث اشتهرت بـ«مَزار شَريف».

## تسمية وتعريف
الضريح في اللغة هو الشق في وسط القبر، وضَرَح القبر حفره. واصطلاحًا هو القبر الذي يعلوه بناء وقد يسقف بقبة، ومن ثم أطلق على الضريح أيضًا اسم القبة، مثل قبة الإمام الشافعي. ويعتنى بشتييد الأضرحة بهيئة فاخرة ولا سيما إذا اشتملت على قبور أهل البيت وأهل الفضل من المسلمين.
في المصطلح الأثري المعماري، فالضريح هو الحجرة المشتملة على قبر أو شاهد قبر تعلوها قبة، وقد ميز البعض بين القبر الذي هو حفرة الميت وبين التربة التي هي بناء مقام فوق القبر الذي أخذ في العصر الإسلامي أشكالًا عديدة كان منها البسيط الذي يتألف من كومة من الحصى أو التراب بشاهد أحيانًا وبغير شاهد أحيانًا أخرى، ومنها المبنى المرتفع الذي تفنن المعماريون فيه حتى القصور. فأن الضريح في العمارة الإسلامية عبارة عن بناء تغطيه قبة يقام على رفات شخص له مكانة دينية أو دنيوية لتخليد ذكراه. انقسمت هذه الأضرحة إلى قسمين من وجهة نظر العمارة: أولهما المنفرد البسيط الذي يتكون من غرفة واحدة مربعة مقببة تضم التربة وحدها، وثانيهما الملحق الملاصق للمسجد أو المدرسة أو الخانقاه ونحوها.
قد ورد مصطلح الضريح في الأدب المملوكي للدلالة على القبر كله بعمارته التي تعلو سطح الأرض وفساقيه التي في تخومها. ومن هذه الأضرحة ما عرف بالمشهد، وهو لفظ يعنى في اللغة مجمع الناس ومحضرهم للشهادة مصداقًا لـ ﴿وَشَاهِدٍ وَمَشْهُودٍ ۝٣﴾ [البروج:3] إشارة إلى أن النبي هو الشاهد وأن يوم القيامة هو المشهود، ويعنى في المكان موضع استشهاد الشهيد أو الموضع الذي يشاهد فيه ولي من أولياء الله بالحقيقة ذو الحلم بما يتفق مع ما جاء في أقوال المؤرخين من أن قرافة القاهرة كانت تشتمل على العديد من مشاهد الرؤيا، ومنه اقتبست تسمية مدينة مشهد الإيرانية لأنها كانت موقع استشهاد الإمام علي الرضا، وتسمية المشهدين وهما ضريح الإمام علي في النجف والحسين بن علي في كربلاء، وتسمية المشاهد الأربعة الموجودة على المدخلين الشرقي والغربي للجامع الأموي في دمشق، وهي عبارة عن أربع قاعات تعرف بمشاهد الخلفاء الراشدين، سميت كل قاعة منها باسم واحد منهم، ثم استعملت بعد ذلك لأغراض مختلفة كالتدريس والصلاة والاجتماعات والمكتبات ونحو ذلك.
أن لفظ المشهد كان قد اقترنت بالأضرحية العلوية والفاطمية بشكل خاص، وهو ما يفسر سر انتشارها في العراق ومصر، غير أن بناء هذه الأضرحة لم يختلف في الحقيقة عن بناء الأضرحة في شيء، فهما تسميتان لبناء واحد تميز بمسقط مربع تعلوه قبة، سمي بالمشهد تارة، وبالضريح تارة أخرى وبقي مكانًا مقدسًا لا يقصد للصلاة وإنما يزار للتبرك.
كلمة ضريح، خصوصًا عند الشيعة من غير العرب من الهنود والإيرانيين، يستخدم للإشارة إلى شباك الضريح أو صندوق، وفي العمارة الإيرانية خاصتًا لها مكانة في الفن الشيعي، فالضريح في اللغة الفارسية تعنى شباك أو صندوق الضريح، فهو عبارة عن هيكل شبكي مزخرف ومذهّب في العادة يحيط قبر في ضريح إسلامي. تمتلئ جدران الضريح الشيعي بآيات من القرآن وأسماء الشخصيات المقدسة والأعمال الدينية الأخرى كالأدعية.

## تاريخ العمارة

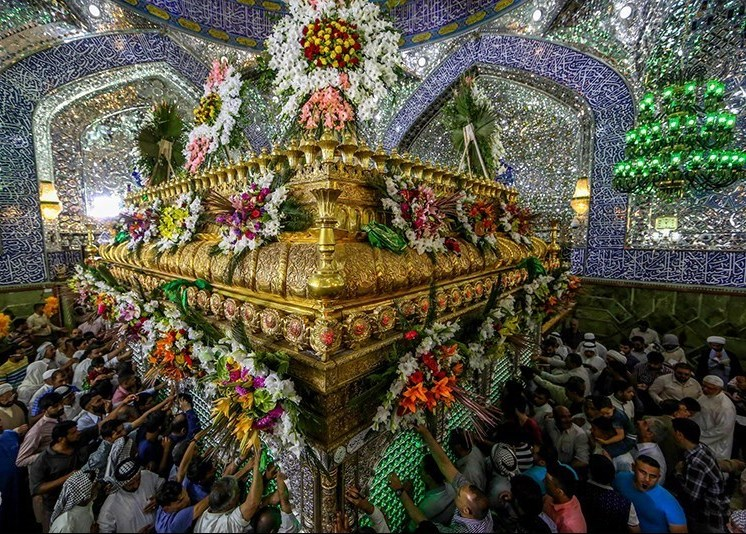
ضريح الإمام علي بن أبي طالب

كان ضريح النبي محمد في الأصل حجرة زوجته عائشة التي توفي فيها النبي ودفن فيها أيضًا خليفتاه أبو بكر وعمر، ثم ألحق وأدخل القبر في المسجد النبوي سنة 91 هـ/ 709 م في خلافة الوليد بن عبد الملك، وإمارة عمر بن عبد العزيز للمدينة، وجعل له جدار مخمس يحف به حتى يختلف شكله عن شكل الكعبة، ثم زوّد الضريح بقبة في سنة 678 هـ/ 1279 م وكانت في الأول الأمر زرقاء، ثم صارت تطلى باللون الأخضر منذ سنة 1255 هـ/ 1839 م.
لقد كان لكراهية الإسلام بحسب بعض أحاديث نبوية لإنشاء الأضرحة أثر في امتناح المسلمين عن بناء الأضرحة خلال القرون الأولى من الإسلام، وبذلك لم تؤدِّ الأضرحة في البدء دورًا في تطور العمارة الإسلامية. وعلى مرَّ الزمن ظهر لها نوعان، الأول هو طراز المقابر الملكيّة كضريح سنغر في مرو بخُراسان 1157، وضريح أولجايتو في السلطانية - زنجان حاليًا - بإيران 1316 يعرف عمومًا بقبة السلطانية، وهي المقبرة التي أمر أولجايتو بتشييدها لينقل إليها رفات الحسين بن علي من كربلاء حتى تتحول مدينة السلطانية الإيلخانية إلى مركز للزوار الشيعة، غير أن رفض القائمين على ضريح كربلاء التعاون في هذا المشروع انتهى بمقبرة أولجايتو إلى احتواء جثمانه هو.
قد صمّمت هذه المباني الفخمة لتَبُثَّ الشعور بالهيبة والإجلال في نفس المشاهد، ولم يبخل عليها مشيّدوها بجهد أو فن من جصّ مشغول أو فسيفساء خزفيّة، كما تمثَّل حلقة في سلسلة التطوُّر المؤديّة إلى المقابر التيموريّة في هراة ومقبرة تاج محل في أكرا، الهند. يتألف الطراز الثاني الذي لم تتعد وظيفتُه احتواء رفات الميّت من مقبرة على شكل بُرج مستدير أو متعدد الأضلاع مثل مقبرة قبة قابوس 1006 قرب جرجان بإيران، وكانت على شكل برج شاهق خشن المظهرة تعلوه قبة مدّببة وتكسوه نقوشٌ وزخارف بسيطة من الآجر.
قد عرف المشاهد في عمارة مصر الإسلامية منذ بداية العصر الفاطمي وتولاها الخلفاء والوزراء بعنايتهم واهتمامهم سواء بالبناء أو التجديد أو الحضور لزيارتها والتصدق عندها. ويغلب على الظن أن هذا الاهتمام الزائد الذي بذلوه لهذه المشاهد كان يرجع إلى رغبتهم في أن يجعلوا من مصر مركزًا يفد إليه الشيعة من كل بلد بعد أن صارت القاهرة مقرًا لخلافتهم، ثم أصبحت هذه المشاهد بمرور الزمن مزارات دينية يقصدها الناس للتبرك حبًا في أهل البيت.
من أقدم الأضرحة الإسلامية ذات القباب التي ما زات قائمة حتى اليوم هي قبة الصليبية في سامراء التي أقيمت فوق مدفن الخليفة المنتصر بالله العباسي سنة 245 هـ/ 862 م. وهي بناء مثمن في وسطه حجرة للدفن تعلوها قبة ذات قطاع مذبب.
وجدت بعد ذلك نماذج أخرى للأضرحة الإسلامية المقببة في العصر الإخشيدي في مصر مثل ضريح آل طباطبا الذي يرجع تاريخه إلى سنة 334 هـ/ 943 م، وهو عبارة عن قاعة مفتوحة تغطيها قباب كروية صغيرة. وفي العصر الفاطمي، شيدت بناء المعروفة باسم سبع بنات التي يرجع تاريخها إلى سنة 400 هـ/ 1010 م وتميز الضريح أو المشهد في هذا العصر بوجود محراب أو أكثر في جدار القبلة، واستمر بناء هذه الأضرحة بعد الفاطميين خلال العصر الأيوبي كما في ضريح الإمام الشافعي أقيم في سنة 608 هـ/ 1211 وانتشرت الفكرة بعد ذلك على نطاق واسع خلال العصرين المملوكي البحري والبرجي لما لاقته هذه الفكرة من رواج في المماليك الذين عمدوا إلى بناء العديد من الأضرحة الفخمة المقببة في منشأتهم الدينية المختلفة كالمساجد والمدارس والخانقاوات ونحوها.
في العمارة الإسلامية الهندية، بالغ سلاطين الهند في الإنفاق على الأضرحة وتزيينها بشتى أنواع الزخارف حتى عرفت عندهم بالروضات، لما كان يحيط بها من البِرَك والحدائق والأشجار.
في المشرق العربي، فلم تعرف العمارة الإسلامية، في غالب الظن قبل العباسيين، ضريحًا أمويًا واحدًا إما لأن الأمويين كانوا يعملون بالحديث القائل لنهي بناء الأضرحة وإما لأن العباسيين لم يبقوا منها أثرًا. وبذلك كانت القبة الصليبية في سامراء هي أقدم الأضرحة التي ترجع إلى العصر العباسي الأول.
وقد درج السلاطين العثمانيون على بناء مقابرهم ملحقة ببعض مساجد أسطنبول الكبرى مواصلين السّير وفق التقاليد السلجوقية الفارسية التي تقضي بأن تكون هذه المقابر على هيئة أبراج مستقلة عمليّا ونظريًّا عن المنشآت الأخرى قد تُلحَقُ بها تلك المقابر.

### فهرس المراجع
1. 1 2 3 4  عاصم محمد رزق (2000)، ص.174
2. 1 2  الموسوعة الإسلامية العالمية (2003)، ص.166
3. 1 2 3  عاصم محمد رزق (2000)، ص.175
4. 1 2 3  عاصم محمد رزق (2000)، ص.176
5. 1 2  عكاشة (1994)، ص.281
6. ↑  عكاشة (1994)، ص.282

### معلومات المراجع
- عاصم محمد رزق (2000). معجم مصطلحات العمارة والفنون الإسلامية (ط. الأولى). القاهرة، مصر: مكتبة مدبولي. ISBN:9772082594.
- ثروث عكاشة (1994). القيم الجمالية في العمارة الإسلامية (ط. الأولى). القاهرة، مصر: دار الشروق.